# Лесото на летних Олимпийских играх 2008
Королевство Лесото принимало участие в Летних Олимпийских играх 2008 года в Пекине (Китай) в девятый раз за свою историю, но не завоевало ни одной медали. Сборную страны представляли пятеро спортсменов, который выступали в боксе, а также в легкоатлетических марафонах как среди мужчин, так и среди женщин.

## Результаты

### Бокс
Спортсменов — 1
| Спортсмен             | Весовая категория | Первый раунд               | Второй раунд         | Третий раунд         | Четвертьфинал        | Полуфинал            | Финал                | Финал                |
| Спортсмен             | Весовая категория | Соперник Счёт              | Соперник Счёт        | Соперник Счёт        | Соперник Счёт        | Соперник Счёт        | Соперник Счёт        | Место                |
| --------------------- | ----------------- | -------------------------- | -------------------- | -------------------- | -------------------- | -------------------- | -------------------- | -------------------- |
| Эмануэль Табисо Нкету | до 54 кг          | Брюно Жюли Маврикий П 8-17 | Завершил выступления | Завершил выступления | Завершил выступления | Завершил выступления | Завершил выступления | Завершил выступления |

### Лёгкая атлетика
Спортсменов — 4
Мужчины
| Спортсмен              | Дисциплина | Результат | Результат |
| Спортсмен              | Дисциплина | Время     | Место     |
| ---------------------- | ---------- | --------- | --------- |
| Мосес Мокетси Мосули   | Марафон    | DNF       | DNF       |
| Симон Тсотанг Майне    | Марафон    | DNF       | DNF       |
| Клемент Мабутил Лебопо | Марафон    | DNF       | DNF       |

Женщины
| Спортсменка     | Дисциплина | Результат | Результат |
| Спортсменка     | Дисциплина | Время     | Место     |
| --------------- | ---------- | --------- | --------- |
| Маморалло Тьока | Марафон    | DNF       | DNF       |